# Elly Jackson

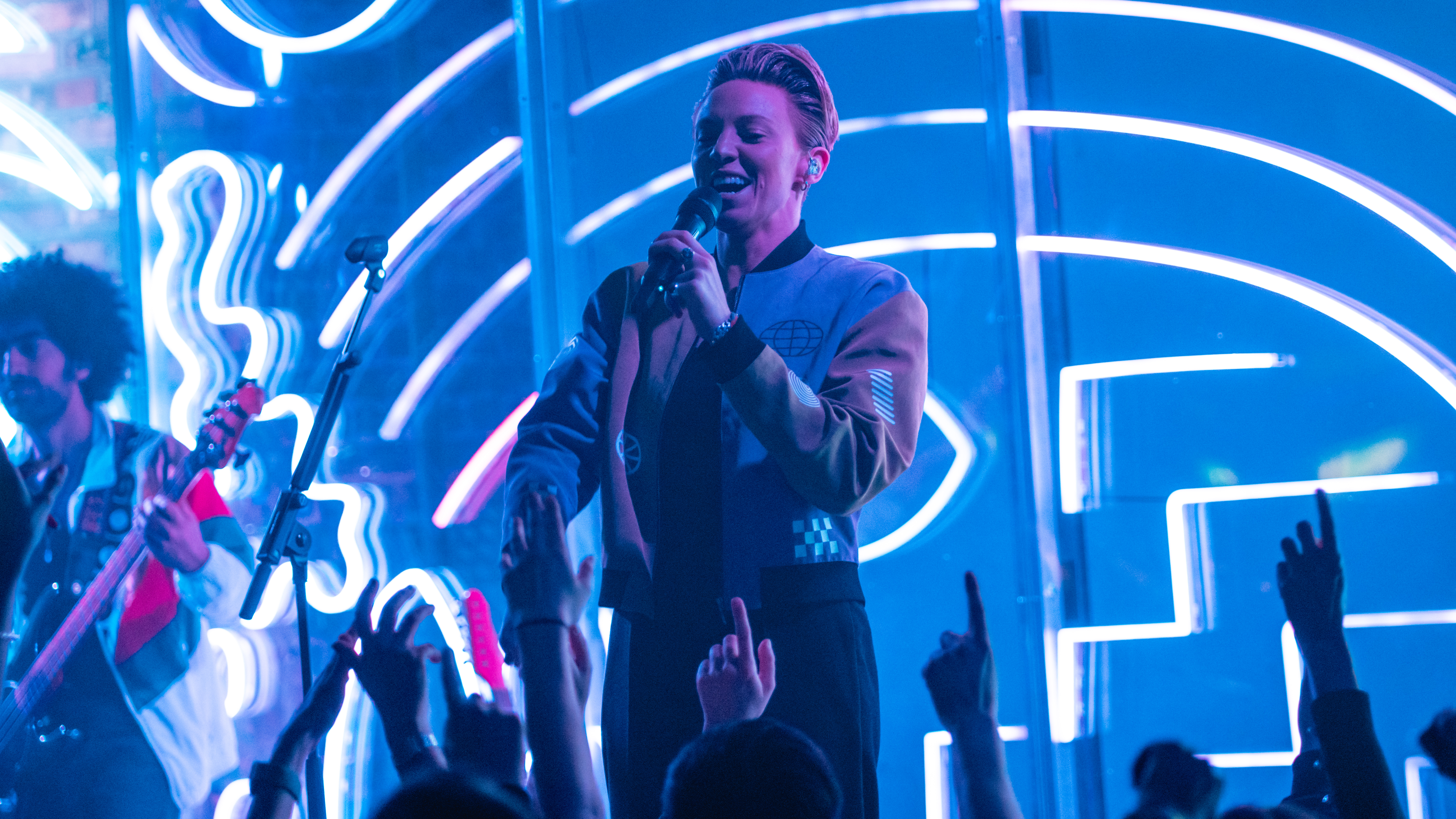
A La Roux fellépése a londoni Fabricban, 2020

Eleanor Kate "Elly" Jackson (London Anglia, 1988. március 12. –)  egy angol dalszövegíró és énekes, az elektropop duó, a La Roux egyik tagja. Vörös hajáról és nembináris stílusáról ismert.

## Élete
Jackson London déli részén született 1988. március 12-én. Trudie Goodwin és Kit Jackson gyereke, akik mindketten színészek. Testvére Jessica, nagyapja Anthony Bernard, aki a London Chamber Orchestra alapítója egyben.
Elly-t kezdetben a népzene érdekelte leginkább. Különösen érdekelte Carole King és Nick Drake. Jackson kezdeti zenei anyagai népdalokból álltak. Tizenéves korára változott meg zenei ízlése, többek között a Depeche Mode és Madonna hatottak rá. A 80-as évek csapatát, a A Flock of Seagulls-t idéző stílusát szerinte sokan utánozzák. Elly ellenzi a stilisztákat, mivel megpróbálják megváltoztatni külsejét, nőiesebbé tenni azt. Az énekest sokszor tévesen La Roux-nak nevezik, viszont ő csak az egyik fele az együttesnek. Ennek oka az, hogy Ben Langmaid, a duó producere nem vesz részt interjúkban, videóklipekben és élő előadásokon.

## La Roux
Az együttes debütáló kislemeze, a Quicksand 2008. december 15-én jelent meg. Ezt követte az In for the Kill 2009. március 16-án, majd a Bulletproof június 21-én. A duó utolsó kislemeze, az I'm Not Your Toy szeptember 27-én vált megvásárolhatóvá. Mindegyik kislemez az együttes La Roux című debütáló albumán kapott helyet.

## Fordítás
Ez a szócikk részben vagy egészben  az   Elly Jackson című angol Wikipédia-szócikk fordításán alapul.  Az eredeti cikk szerkesztőit annak laptörténete sorolja fel. Ez a jelzés csupán a megfogalmazás eredetét és a szerzői jogokat jelzi, nem szolgál a cikkben szereplő információk forrásmegjelöléseként.